# 금호티앤아이
금호티앤아이는 2017년에 설립된 회사로 자본금 37억 2,500만원 사원수 15명 규모의 대기업이다.
부동산업 및 임대업/도매 및 소매업/금융 및 보험업/전자상거래업/광고 대항업 등 사업을 하고 있다.

## 연혁
- 2017년 1월 케이에이인베스트주식회사 설립.(자본금 2,500,000,000원)
- 2017년 7월 3,725,000,000원으로 증자.
- 2017년 10월 금호고속관광, 금호속리산고속 매입
- 2017년 12월 회사명을 금호티앤아이주식회사로 변경.

## 계열사
- 금호고속관광(서울법인)
- 금호속리산고속